# 彭襄
彭襄（1627年11月15日—？年），字思贊，號退庵，四川中江縣人，順治十一年甲午科第24名舉人，順治十二年乙未科易三房中式第347名，殿試三甲一百九十七名進士，戶部觀政，丁酉授江西安福縣知縣，庚子補廣東番禺縣知縣。調吏部驗封司主事。康熙十一年，充廣東鄉試副考官，尋轉考功司員外郎，遷稽勛司郎中。康熙十六年，授河南南汝道副使。康熙十九年，免官歸。卒年六十三歲。